# Extreme cooling

L'extreme cooling regroupe les systèmes de refroidissement de matériel informatique qui permettent d'atteindre de très faibles températures. On peut y classer les systèmes permettant de descendre en dessous de −70 °C, pour avoir un ordre de grandeur.

## Systèmes d'extreme cooling
Les systèmes de refroidissement suivants peuvent être considérés comme faisant partie des technologies d'extreme cooling :
- le LN2 cooling, à base d'azote liquide ;
- le dry ice cooling, à base de glace carbonique ;
- le phase-change cooling, sur le principe de la pompe à chaleur et dans le cas d'un système multi-étage ;
- le waterchiller, réunissant watercooling et phase-change cooling.

## Utilisation
La plupart du temps, l'extreme cooling est utilisé pour overclocker très fortement le microprocesseur. En effet, plus sa température est faible, plus sa fréquence peut être augmentée sans craindre la surchauffe. Un tel système n'est que très rarement utilisé quotidiennement, à cause d'inconvénients tels que le bruit, la nécessité d'alimenter continuellement le système en consommable, ou par souci d'encombrement.